# Лингр, Ондржей
О́ндржей Лингр (чеш. Ondřej Lingr; род. 7 октября 1998, Гавиржов, Североморавский край) — чешский футболист, полузащитник американского клуба «Хьюстон Динамо» и сборной Чехии. Участник чемпионата Европы 2024.

## Клубная карьера
Лингр — воспитанник клуба «Карвина». 12 мая 2017 года в матче против столичной «Спарты» он дебютировал в Первой лиге. 7 апреля 2019 года в поединке против «Сигмы» Ондржей забил свой первый гол за «Карвину».
24 августа 2023 года Лингр перешёл на правах аренды в нидерландский «Фейеноорд» на один сезон. 3 сентября дебютировал за клуб в гостевом матче Эредивизи против «Утрехта», выйдя на замену вместо Кэлвина Стенгса на 85-й минуте. Свой первый гол за новую команду забил 16 сентября 2023 года в ворота «Херенвена».
3 сентября 2024 году вернулся в пражскую «Славию», подписав четырёхлетний контракт до середины 2028 года.
28 марта 2025 года отправился в клуб MLS «Хьюстон Динамо», подписав с клубом четырёхлетний контракт за сумму в $2,6 млн.. Он дебютировал и забил свой первый гол за «Хьюстон Динамо» 20 апреля в матче против «Колорадо Рэпидз».

## Международная карьера
В 2015 году в составе юношеской сборной Чехии Лингр принял участие в юношеском чемпионате Европы в Болгарии. На турнире он сыграл в матчах против Словении, Бельгии и Германии. В поединке против словенцев Ондржей забил гол.
В 2017 году в составе юношеской сборной Чехии Лингр принял участие в юношеском чемпионате Европы в Грузии. На турнире он сыграл в матчах против Швеции и Англии.
24 марта 2022 года дебютировал за главную сборную Чехии в матче плей-офф отборочного цикла чемпионата мира 2022 против сборной Швеции, выйдя на замену на 111-й минуте.

## Достижения
«Фейеноорд»
- Обладатель Кубка Нидерландов: 2023/24
- Обладатель Суперкубка Нидерландов: 2024

## Статистика выступлений за сборную
| Матчи за сборную Чехии | Матчи за сборную Чехии | Матчи за сборную Чехии | Матчи за сборную Чехии | Матчи за сборную Чехии | Матчи за сборную Чехии    | Матчи за сборную Чехии |
| ---------------------- | ---------------------- | ---------------------- | ---------------------- | ---------------------- | ------------------------- | ---------------------- |
| №                      | Дата                   | Оппонент               | Счёт                   | Голы                   | Соревнование              |                        |
| 1                      | 24 марта 2022          | Швеция                 | 0:1                    | -                      | Отборочный матч ЧМ-2022   |                        |
| 2                      | 29 марта 2022          | Уэльс                  | 1:1                    | -                      | Товарищеский матч         |                        |
| 3                      | 2 июня 2022            | Швейцария              | 2:1                    | -                      | Лига наций 2022/23        |                        |
| 4                      | 5 июня 2022            | Испания                | 2:2                    | -                      | Лига наций 2022/23        |                        |
| 5                      | 9 июня 2022            | Португалия             | 0:2                    | -                      | Лига наций 2022/23        |                        |
| 6                      | 27 марта 2023          | Молдова                | 0:0                    | -                      | Отборочный матч ЧЕ-2024   |                        |
| 7                      | 7 сентября 2023        | Албания                | 1:1                    | -                      | Отборочный матч ЧЕ-2024   |                        |
| 8                      | 10 сентября 2023       | Венгрия                | 1:1                    | -                      | Товарищеский матч         |                        |
| 9                      | 15 октября 2023        | Фарерские острова      | 1:0                    | -                      | Отборочный матч ЧЕ-2024   |                        |
| 10                     | 17 ноября 2023         | Польша                 | 1:1                    | -                      | Отборочный матч ЧЕ-2024   |                        |
| 11                     | 20 ноября 2023         | Молдова                | 3:0                    | -                      | Отборочный матч ЧЕ-2024   |                        |
| 12                     | 22 марта 2024          | Норвегия               | 2:1                    | -                      | Товарищеский матч         |                        |
| 13                     | 26 марта 2024          | Армения                | 2:1                    | -                      | Товарищеский матч         |                        |
| 14                     | 7 июня 2024            | Мальта                 | 7:1                    | 1                      | Товарищеский матч         |                        |
| 15                     | 10 июня 2024           | Северная Македония     | 2:1                    | -                      | Товарищеский матч         |                        |
| 16                     | 18 июня 2024           | Португалия             | 1:2                    | -                      | ЧЕ-2024. Групповая стадия |                        |
| 17                     | 22 июня 2024           | Грузия                 | 1:1                    | -                      | ЧЕ-2024. Групповая стадия |                        |
| 18                     | 26 июня 2024           | Турция                 | 1:2                    | -                      | ЧЕ-2024. Групповая стадия |                        |
| 19                     | 7 сентября 2024        | Грузия                 | 1:4                    | -                      | Лига наций 2024/25        |                        |
| 20                     | 10 сентября 2024       | Украина                | 3:2                    | -                      | Лига наций 2024/25        |                        |
| 21                     | 11 октября 2024        | Албания                | 2:0                    | -                      | Лига наций 2024/25        |                        |
| 22                     | 14 октября 2024        | Украина                | 1:1                    | -                      | Лига наций 2024/25        |                        |
| 23                     | 14 ноября 2024         | Албания                | 0:0                    | -                      | Лига наций 2024/25        |                        |
| 24                     | 19 ноября 2024         | Грузия                 | 2:1                    | -                      | Лига наций 2024/25        |                        |